# Younes Taha
Younes Taha El Idrissi (arabisch يونس طه الادريسي; * 27. November 2002 in Drachten) ist ein marokkanisch-niederländischer Fußballspieler.

## Karriere

### Verein
Nach seinen Jugendstationen war seine erste Mannschaft im Erwachsenenbereich die von ASC De Volewijckers. Von dort übernahm ihn dann im Sommer 2021 der FC Volendam, welcher ihn für seine zweite Mannschaft spielen ließ und wo er in der Tweede Divisie auch durchgehend zum Einsatz kam. Diese verließ er ein Jahr später in Richtung PEC Zwolle, wo er in der Zweiten Liga auch direkt beginnend mit dem ersten Spieltag durchstartete. Für eine Ablöse von 1,2 Millionen Euro sicherte sich ihn dann der FC Twente Enschede ab der Spielzeit 2023/24, wo er sein Debüt in der Eredivisie am 6. Spieltag bei einer 0:1-Niederlage gegen die RKC Waalwijk feierte, als er in der 70. Minute für Michel Vlap eingewechselt wurde.
Für die Saison 2025/26 wurde Taha an den FC Groningen verliehen.

### Nationalmannschaft
Im März 2023 wurde er erstmals von Marokkos Verband für dessen U23 berufen. Nach einem Freundschaftsspiel trat er mit dieser dann beim Afrika-Cup 2023 an, wo er in der Gruppenphase auch ein Tor erzielte und so inklusive einer weiteren Vorlage seiner Mannschaft den Titel zu gewinnen half. Damit erreichte er mit seinem Team auch die Qualifikation für das Olympiaturnier 2024.